# 수원 김씨
수원 김씨(水原金氏)는 수원시(水原市)를 관향(貫鄕)으로 삼는 한국의 성씨이다.

## 역사
시조 김품언(金稟言)은 경순왕의 후예로 고려 현종때 거란군을 토평하는데 공을 세워 정난공신(靖亂功臣)에 책록되고, 이후 태자소보(太子少保)를 역임하고 수성군(隨城君)에 봉해졌다. 수성(隨城)은 수원(水原)의 고호라 한다.

### 시조에 대해
《김씨 분관록》·《증보문헌비고》·《조선씨족통보》등의 문헌에는 시조가 경순왕의 후예 상낙군(上洛君) 김변(金忭)이 수원(水原)으로 분적 하였다고 한다.
일설에 시조가 신라 상대등(上大等) 김숭빈(金崇斌)이라 한다. 그는 신라 원성왕 김경신(金敬信)의 손자이며, 혜충태자(惠忠太子) 김인겸(金仁謙)의 3남이다. 김품언(金稟言)은 김숭빈(金崇斌)의 방계 후손이라 한다.

## 본관
수원(水原)은 경기도 중남부에 위치한 고장으로 고구려 영토에 속할 때에는 매홀(買忽), 757년(경덕왕 16) 신라 영토에 속할 때 수성군(水城郡)으로 바뀌었다. 고려초 940년에 수주(水州)로 승격 되었다. 1310년(충선왕 2) 수원(水原)으로 개칭되었다. 조선초 1413년(태종 13) 도호부가 되었으나 이후 군으로 강등되기도 했다. 1793년(정조 17)에 유수부로 승격시키고, 1794년부터 수원성 축성하여 1796년 완료하여 수원은 새로운 성곽도시로 변모했다. 1896년 도제 실시로 경기도 수원군이 되었다. 1949년에 수원시로 승격되고, 1967년에 경기 도청이 옮겨옴에 따라 명실상부한 경기도의 중심지가 되었다.

## 분적
ㅀ김해 김씨(후김) 강희갑자보(康熙甲子譜) 서문에 의하면 광산· 나주· 안동· 의성· 경주· 광주· 수원 김씨는 모두 그 후손(後孫)으로 수원(水原)이 바로 그 전의 우리 관향(貫鄕)이었다고 한다.(光羅安義慶廣水原之金皆其餘裔而水原卽我之舊貫也) 
- 광산 김씨(光山 金氏) : 시조 김흥광(金興光)은 김알지 후예의 왕자라 한다.
- 나주 김씨(羅州 金氏) : 시조 김운발(金雲發)은 경순왕의 손자라 한다.
- 안동 김씨(安東 金氏) : 시조 김숙승(金叔承)은 경순왕의 손자라 한다.
- 의성 김씨(義城 金氏) : 시조 김용비(金龍庇)는 경순왕의 후예라 한다.
- 경주 김씨(慶州 金氏) : 시조 김알지(金閼智)는 전설로 전해지는 신라 김씨의 시조이다. 경순왕의 일부 후손들이 경주(慶州)로 분파하였다.
- 광주 김씨(廣州 金氏) : 시조 김녹광(金祿光)은 경순왕의 후예라 한다.
- 김녕 김씨 (金寧 金氏) : 시조 김시흥(金時興)은 김품언의 고손이라 한다.
- 서흥 김씨(瑞興 金氏) : 시조 김보(金寶)는 김품언의 고손이라 한다.
- 한남 김씨(漢南 金氏) : 시조 김록연(金祿延)은 김품언의 손자라 한다.
- 용담 김씨(龍潭 金氏) : 시조 김순서(金順瑞)는 김품언의 넷째 아들이라 한다.
- 용궁 김씨(龍宮 金氏) : 시조 김존중(金存中)은 김품언의 5세손이라 한다.
- 인동 김씨(仁同 金氏) : 시조 김정(金淀)은 김품언의 22세손이라 한다.
- 용성 김씨(龍城 金氏) : 시조 김시보(金時輔)는 김품언의 22세손이라 한다.
- 평해 김씨(平海 金氏) : 시조 김숙흥(金俶興)은 김품언의 고손이라 한다.[2] 일설에 시조가 조선조 판관(判官) 김맹절(金孟節)이라 한다.

## 인물

### 고려 인물
- 김자이(金子荑) : 김품언 장남, 태자소보(太子少保)
- 김순보(金順輔) : 김품언 차남, 중서령(中書令)
- 김세익(金世翊) : 김품언 손자 , 중추원(中樞院) 좌승선(左承宣)
- 김사경(金仕境) : 김세익의 증손, 평장사(平章事)
- 김순(金純) : 평장사(平章事)
- 김변(金忭) : 상락공(上洛公), 일파(一派)를 이루었다.
- 김방(金昉) : 중현대부(中顯大夫), 수성군(隨城君)
- 김지천(金之蕆) : 두정(紏正), 일파(一派)를 이루었다.
- 김준(金浚) : 수성부원군(隋城府院君)
- 김인순(金仁順) : 공부시랑(工部侍郞), 수성군(隋城君)
- 김한진(金漢眞) : 김계(金桂)의 아들, 고려 후기의 문신, 충목왕(忠穆王) 때 토적(土賊)한 공으로 일등공신(一等功臣)에 책록되고, 1362년(공민왕 11) 김용(金鏞) 등이 일으킨 흥왕사의 난을 토벌한 공으로 1등 공신에 책록 되고, 순성보절공신(純誠保節功臣)의 호를 받고 수성군(隨城君)에 봉해졌다. 이듬해 홍건적의 침입 때 공민왕을 복주(福州: 안동)로 호종한 공과 경성을 수복한 공으로 각각 1등 공신에 책록 되었다. 판도판서(版圖判書), 개성윤(開城尹), 을 거쳐 문하찬성사(門下贊成事)로 이르렀다. 고려가 망하자 불사이군(不事二君)의 충절을 지켜 한산(漢山)의 유의동(柳依洞)으로 은거하였다.

### 조선 인물
- 김정(金淀) : 김예중(金禮仲)의 아들, 1456년(세조 2) 문과(文科) 급제, 사포(司圃)· 인동현감(仁同縣監)· 교리(校理)
- 김한우(金漢佑) : 사헌부 감찰, 선조의 후궁 인빈 김씨와 김공량의 아버지, 증영의정
- 인빈 김씨(仁嬪 金氏) : 조선 제14대 왕 선조의 후궁
- 김공량(金公諒) : 내수사 별좌(內需司別坐), 선조의 후궁 인빈 김씨(仁嬪金氏)의 오라버니로 누이가 선조의 총애를 받자 세도를 부렸다.
- 김현룡(金見龍) : 김대흥 아들, 임진왜란 때 창의(倡儀), 안강전투(安康戰鬪)에 참전하고 영천성(永川城)· 경주성(慶州城) 수복에도 공을 세움, 절충장군(折衝將軍) 두모포(豆毛浦) 만호(萬戶)에 임명되었으나, 나아가지 않고 고향에서 학문 연구에만 힘씀, 호조참의(戶曹參議)에 추증(追贈)
- 김팔음(金八音) : 1676년(숙종 2)에 무과에 급제하고 훈련원판관(訓練院判官)· 첨정(僉正)을 역임하였다.
- 김중채(金重彩) : 숙종 때 정헌대부(正憲大夫) 이조판서(吏曹判書) 증직

## 참고 자료
- 《김씨 분관록》
- 《증보문헌비고》
- 《조선씨족통보》